# Раковицэ, Михай

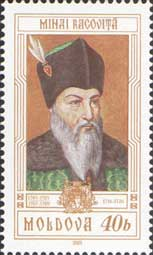
Почтовая марка Молдовы, 2001 год

Михай Раковицэ (Михаил Раковица; молд. Михай Раковицэ, ум. 1744) — был господарём Молдавии три отдельных периода (сентябрь 1703 — 23 февраля 1705; 31 июля 1707 — 28 октября 1709; 5 января 1716 — октябрь 1726) и господарём Валахии два отдельных периода (между октябрём 1730 и 2 октября 1731; с сентября 1741 до своей смерти).

## Правление
Правление Михая Раковицэ совпало с присоединением фанариотов в дунайских княжествах — он считал себя фанариотом во время своего последнего правления в Молдавии и своего правления в Валахии.
Опутанный долгами, ввёл непосильные налоги. Это привело к восстанию, охватившему всю страну и поддержанному Австрией, пала даже столица. Сам господарь укрылся в монастыре, который осаждали восставшие крестьяне и горожане. Подавить восстание смогли лишь татарские войска, загодя вызванные Михаем. 